# Oliver Puras
Oliver Puras (Miranda de Ebro, Burgos, 18 de agosto de 1980 - Cornellá, Barcelona, 2 de mayo de 2009) fue un tenista español.
Jugó en la modalidad de silla de ruedas. En 2007 ocupaba el sexto puesto de la clasificación nacional y el cuarto en la clasificación de copa. En 2008 fue nombrado jugador revelación del año junto a Martín Varela.
Falleció súbitamente el 2 de mayo de 2009 mientras disputaba el Open de Cataluña en Cornellá.